# Kanton Le Grand-Serre
Kanton Le Grand-Serre (fr. Canton du Grand-Serre) je francouzský kanton v departementu Drôme v regionu Rhône-Alpes. Skládá se z 11 obcí.

## Obce kantonu
- Épinouze
- Le Grand-Serre
- Hauterives
- Lapeyrouse-Mornay
- Lens-Lestang
- Manthes
- Montrigaud
- Moras-en-Valloire
- Saint-Christophe-et-le-Laris
- Saint-Sorlin-en-Valloire
- Tersanne